# Senat Koschnick III
Der Senat Koschnick III amtierte vom 3. November 1975 bis 7. November 1979 als Bremer Landesregierung.
| Amt                                                   | Name                                     | Partei | Partei |
| ----------------------------------------------------- | ---------------------------------------- | ------ | ------ |
| Bremer Bürgermeister und Präsident des Senats         | Hans Koschnick                           |        | SPD    |
| Stellvertretender Präsident des Senats, Bürgermeister | Walter Franke                            | SPD    |        |
| Arbeit, Soziales, Jugend und Sport                    | Walter Franke                            | SPD    |        |
| Inneres                                               | Helmut Fröhlich                          | SPD    |        |
| Rechtspflege und Strafvollzug                         | Wolfgang Kahrs                           | SPD    |        |
| Finanzen                                              | Karl-Heinz Jantzen bis 4. September 1978 | SPD    |        |
| Finanzen                                              | Hans Stefan Seifriz geschäftsführend     | SPD    |        |
| Finanzen                                              | Henning Scherf ab 27. September 1978     | SPD    |        |
| Bau                                                   | Hans Stefan Seifriz bis 25. Juni 1979    | SPD    |        |
| Bau                                                   | Hans Koschnick geschäftsführend          | SPD    |        |
| Häfen, Schifffahrt und Verkehr                        | Oswald Brinkmann                         | SPD    |        |
| Wirtschaft und Außenhandel                            | Dieter Tiedemann                         | SPD    |        |
| Gesundheit und Umweltschutz                           | Herbert Brückner                         | SPD    |        |
| Bildung                                               | Moritz Thape                             | SPD    |        |
| Wissenschaft und Kunst                                | Horst Werner Franke                      | SPD    |        |
| Bundesangelegenheiten                                 | Karl Willms                              | SPD    |        |